# Пема Дечен
Аши Пема Дечен (1918—1991)  — королева Бутану, друга дружина короля Бутану Джігме Вангчука.

## Дитинство
Аши Пема Дечен народилася в 1918 році в палаці Вангдухолінг в Чумед Жалньо, Дашо Джамьянг (з родини Тамжінг Чоджі — також відомої як сім'я Міо) і Аши Дечо, дочки Аши Йєша Чоден (яка була сестрою першого Друк Г'ялпо (Короля Бутану) Гонсар Уг'єн Вангчук) .
У неї було два брати і дві сестри, і ще один брат від другого шлюбу її батьків:
- Дашо Гонпо Дорджи, Чумед Жалньо.

- Аши Пхунцо Чоден (1911—2003).

- Дашо Лам Треба (1920—1989).

- Аши Чімі.

З раннього віку Аши Пема Дечен отримала традиційну освіту.

## Шлюб та сімя
Вона стала дружиною другого короля Бутану, двоюрідного брата Джігме Вангчука, в 1932 році, коли їй було 14 років. Вони були двоюрідними братами. Аши Пема Дечен була зведеною сестрою дідуся по материнській лінії нинішньої королеви Бутану Джецун Пема, і вона була прабабусею П'ятого Друк Г'ялпо (Короля Бутану) Джігме Кхесар Намг'ял Вангчука.
Її старша сестра, Аши Пхунцо Чоден (1911—2003), стала першою дружиною її чоловіка з 1923 року, коли їй було 12 років, в палаці Тінл, Фодранг.
В шлюбі народила дітей:
- принцеса (Друк Гялсем) Чокі Вангмо Вангчук (1937).
- принц (Друк Gyalsey) Намгял Вангчук 26 пенлоп з Паро (1943 року народження).
- принцеса (Друк Гялсем) Декі Янзом Вангчук (1946).
- принцеса (Друк Гялсем) Пема Чоден Вангчук (1949).

## Смерть
Померла в 1991 році в фортеці Самчоілінг.